# Sint-Franciscuskerk (Anderlecht)
De Sint-Franciscuskerk is een rooms-katholiek kerkgebouw te Anderlecht, gelegen aan de Eloystraat 75. De kerk is gewijd aan Franciscus Xaverius en bevindt zich in de wijk Kuregem.
Naast de Onze-Lieve-Vrouw-Onbevlekt-Ontvangenparochie en de oorspronkelijke Sint-Pieter en Sint-Guidoparochie was er in deze snelgroeiende wijk behoefte aan een derde parochie. Deze aan Franciscus Xaverius gewijde parochie werd in 1906 gesticht.
Eerst werd gekerkt in een noodkerk die in een opslagplaats was gevestigd. In 1909 verhuisde deze kapel naar Eloystraat 80, en in 1912 werd de eerste steen voor de nieuwe kerk gelegd, welke in 1915 gereed kwam.
In het kerkgebouw zijn een aantal fraaie glas-in-loodramen te vinden, waarop onder meer de twaalf apostelen staan afgebeeld. De grote kerk raakte geleidelijk in verval, en de laatste restauratie was in 1985, waarna het verval nog verder voortschreed, temeer daar het aantal kerkgangers terugliep. In 1986 werd een -veel kleinere- kapel ingericht binnen de kerk, en het aantal activiteiten dat de gehele kerk omvatte liep verder terug.
De kerk wordt beschermd als monument. Het betreft een imposante eenbeukige natuurstenen kruiskerk in neogotische stijl, voorzien van een aangebouwde vierkante toren welke door een tentdak wordt gedekt. De toren wordt geflankeerd door een lager achthoekig traptorentje. Ook naast het ingangsportaal bevindt zich een dergelijk torentje.